# (871) Amneris
Amneris és l'asteroide número 871. Va ser descobert per l'astrònom Max Wolf des de l'observatori de Heidelberg (Alemanya), el 14 de maig de 1917. La seva designació alternativa és 1917 BY.